# Манакін червоноголовий
Манакін червоноголовий (Ceratopipra rubrocapilla) — вид горобцеподібних птахів родини манакінових (Pipridae).

## Поширення
Поширений у східному Перу, північній Болівії, Бразилії на південь від річки Амазонка, а також є ізольована популяція на східному узбережжі Бразилії. Він поширений у середніх і нижніх ярусах вологих лісів, до 500 метрів над рівнем моря.